# Huperzia selago
Huperzia selago là một loài thực vật có mạch trong Họ Thạch tùng. Loài này được (L.) Bernh. ex Schrank & Mart. mô tả khoa học đầu tiên năm 1829.

## Hình ảnh

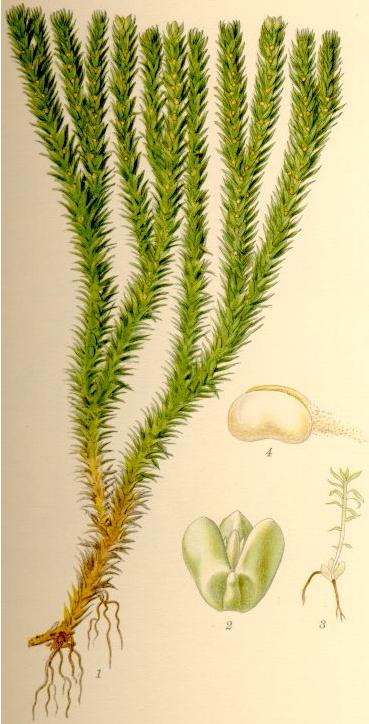
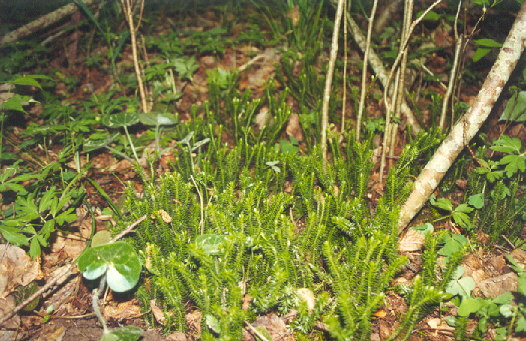
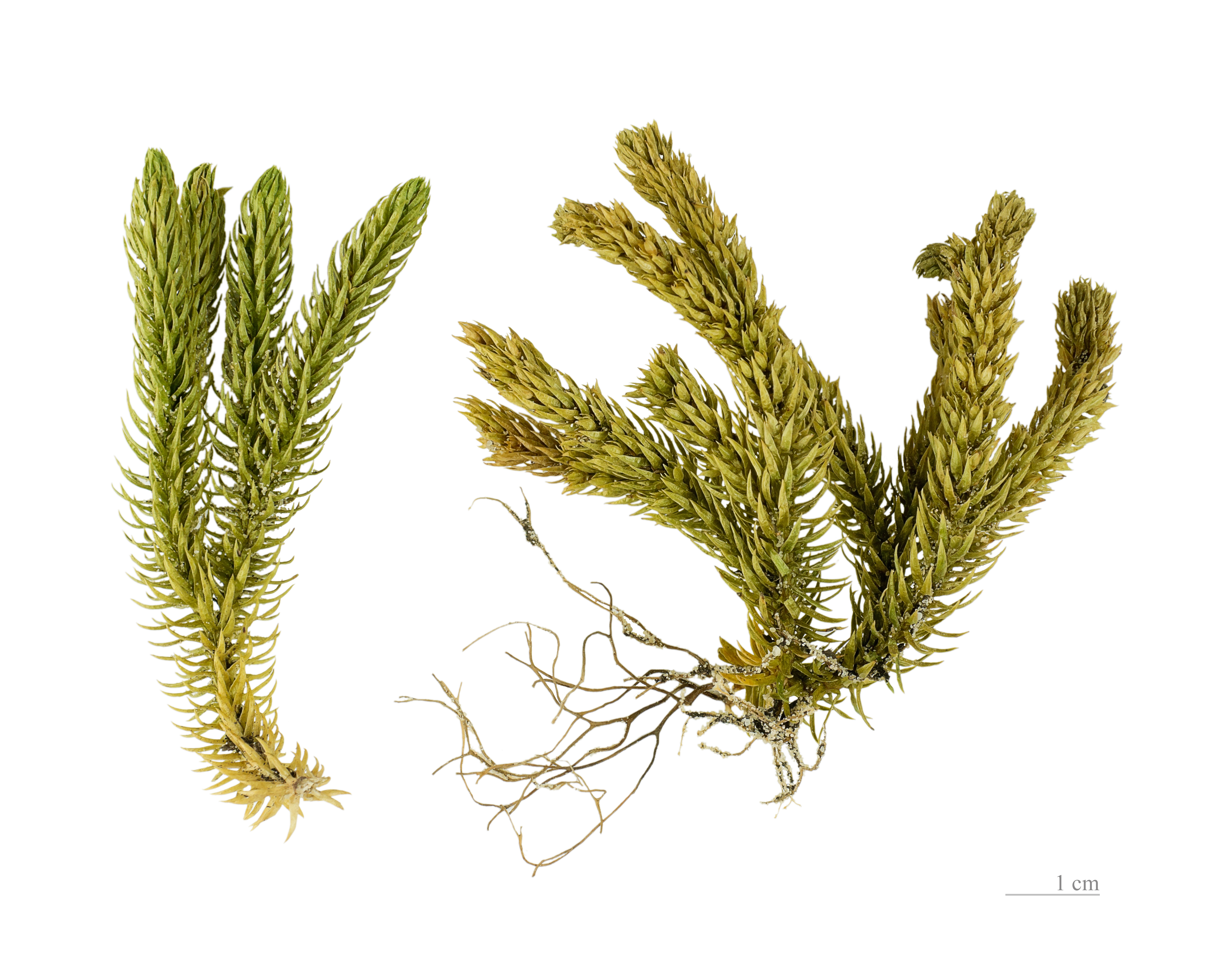
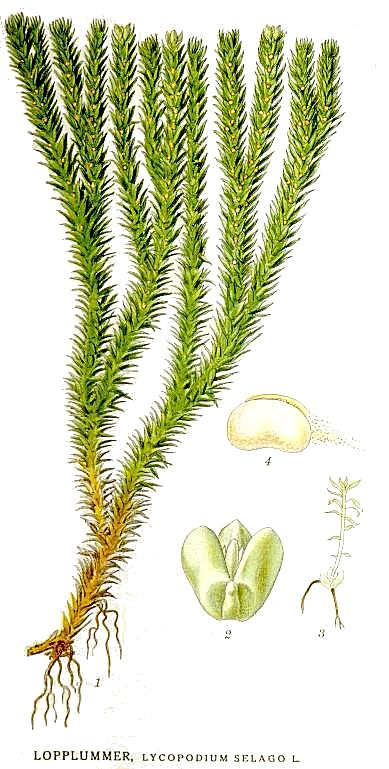